# 神威脇温泉

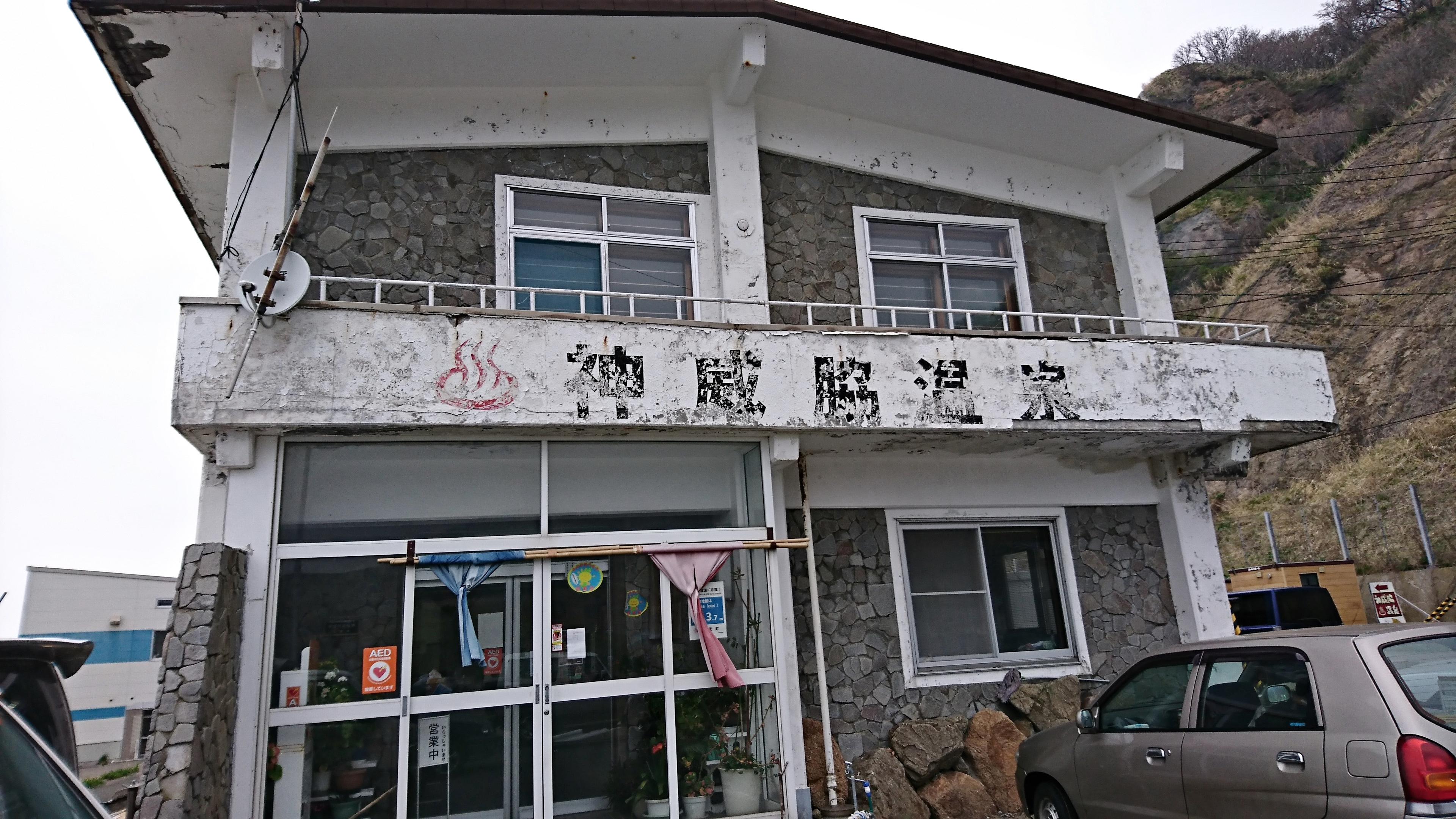
神威脇温泉の建屋

神威脇温泉（かむいわきおんせん）は、北海道奥尻郡奥尻町湯浜にある温泉。

## 泉質
- カルシウム・ナトリウム - 塩化物泉（中性低張性高温泉）[1]（旧泉質名：含塩化土類 - 食塩泉）
  - 源泉温度 64.3℃、pH 6.4（中性）、湧出量 毎分285L
  - 弱黄色微濁、カン味及び微弱苦味、無臭[2]

## 温泉街
神威脇漁港横に奥尻町営の日帰り入浴施設「神威脇温泉保養所」がある。源泉掛け流し方式。湯浜地区の高台に「湯ノ浜温泉ホテル緑館」があったが、2018年に閉館した。
この他に湯浜地区には、温泉施設を持たない民宿が2軒ある。

## アクセス
バス : 奥尻港フェリーターミナルより約1時間

## 周辺
- 北追岬公園
- 奥尻ワイナリー